# Pietro Perti

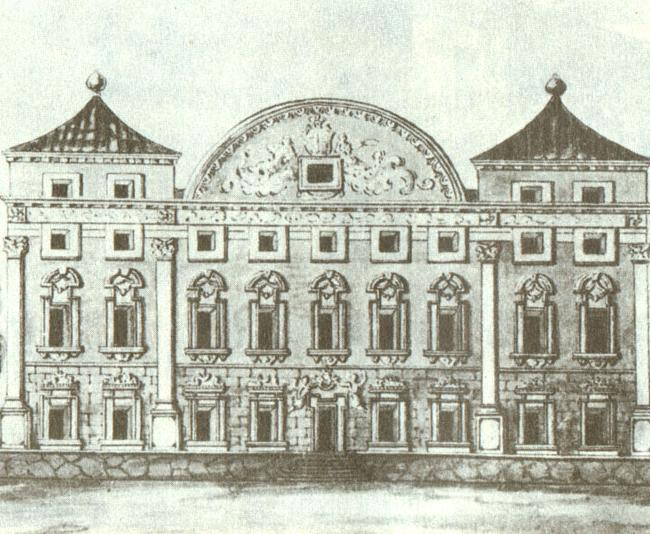
Pałac Sapiehów w Wilnie wg projektu P. Pertiego

Giovanni Pietro Perti , błędnie zwany Peretti (ur. 16 października 1648 w Muggio, zm. 1714 w Wilnie) – włoski rzeźbiarz, sztukator i architekt, działający na terenach Wielkiego Księstwa Litewskiego w okresie baroku.

## Życiorys
Urodził się w Muggio, we włoskojęzycznym szwajcarskim kantonie Ticino, jako syn Giovanniego Antonia i Cateriny. Wywodził się z rodu o bogatych tradycjach artystycznych – wśród kilkudziesięciu przedstawicieli rodziny parających się dekoratorstwem i architekturą byli m.in. jego ojciec (architekt w Czechach) i bracia. W twórczości Petriego widoczne są wpływy Giana Lorenza Berniniego i jego uczniów, z którymi się stykał podczas kilkukrotnych pobytów w Rzymie. 
Perti został zaproszony do Wilna przez Michała Kazimierza Paca i większość swojego życia spędził w stolicy Wielkiego Księstwa Litewskiego, pracując dla rodzin magnackich. Po raz pierwszy odnotowany w Polsce w 1677 r. podczas wmurowania kamienia węgielnego klasztoru kanoników regularnych na Antokolu. Jednak na ziemiach Rzeczypospolitej pojawił się około 1675. Zasłynął dekoracjami stiukowymi kościoła św. Piotra i Pawła (1677–82), uważanymi za arcydzieło litewskiego baroku. Współpracował z Giovannim Marią Gallim, który dodał ornamenty wokół rzeźb Pertiego. Perti działał na dworze hetmana wielkiego litewskiego Kazimierza Jana Sapiehy od 1689 do 1701 r. Od 1691 był serwitorem  tego magnata, pełnił też obowiązki administratora jurydyki antokolskiej.
Podczas swojej kariery Perti zaprojektował, zbudował i ozdobił niektóre z najwybitniejszych litewskich zabytków barokowych w Wilnie: pałac Słuszków (1690), pałac Sapiehów (1691) i kompleks trynitarski na Antokolu (od 1694). Przebudował wnętrze i zaprojektował stiuki ołtarza kaplicy św. Kazimierza w katedrze wileńskiej (1686–88). Perti brał również udział w dekoracji zespołu klasztornego w Pożajściu w Kownie, wraz z Giovannim Merlem i Michelangelem Pallonim, którego córkę Magdalenę poślubił w 1682. Pertiemu przypisuje mu się też ozdobienie ołtarza w kościele jezuitów w Grodnie oraz dekoracje w kościele św. Michała Archanioła w Michaliszkach.
Miał kilkoro dzieci, które weszły w skład miejskiego patrycjatu i zasymilowały się ze środowiskiem wileńskim. Został pochowany w kościele św. Piotra i Pawła na Antokolu. 
Według Wojciecha Boberskiego Petri zmarł w 1709 lub 1710 r, w wyniku epidemii, która nawiedziła Wilno pod koniec 1. dekady.